# ありがとう (MCUの曲)
「ありがとう」は、日本のヒップホップMCMCUの3枚目のシングルである。2005年3月9日発売。発売元はBMG JAPAN。

## 概要
- THE BOOMの宮沢和史をゲストボーカルに迎えている。サンプリングではなくオリジナルのメロディである。
- PV監督は堤幸彦。
- 歌詞表示サイト、およびカラオケにおいて後半のMCUによるラップの部分が表記されていないものもある。
- 複数のアルバムに収録されているが、すべて同一バージョンである。

## 収録曲
1. ありがとう[4:44]
作詞：MCU・宮沢和史／作曲：MCU・宮沢和史・ヤマヒロ
2. ACT ON MY STYLE feat.RATHER UNIQUE&川上次郎[5:37]
作詞・作曲：MCU・RATHER UNIQUE・川上次郎
3. ありがとう (family remix)[4:34]
4. ありがとう (instrumental)[4:39]

## 収録アルバム
- オリジナル『A Peacetime MCU』（2005年5月11日）
- オムニバス『ありがとう～thanks to you all～』（2006年6月7日）
- ベスト『BEST OF MCU』（2010年2月10日）